# Chrysoxestis lauta
Chrysoxestis lauta är en fjärilsart som beskrevs av Edward Meyrick 1923. Chrysoxestis lauta ingår i släktet Chrysoxestis och familjen signalmalar. Inga underarter finns listade i Catalogue of Life.